# Christmas Cup
La Coppa di Natale di Tuvalu è una competizione organizzata dalla TNFA. Il torneo si svolge durante il mese di dicembre.

## Storia
Il torneo si tiene regolarmente dal 2010. In quell'anno, la manifestazione fu vinta dal FC Tofaga.

### Finali passate
| Stagione | Incontro               | Risultato |
| 2010     | Tofaga - Lakena United | 1-0       |
| 2011     | Lakena United - Nauti  | 3-2       |
| 2012     | Manu Laeva - Tofaga    | 1-0       |

## Vincitori
| Club          | Vittorie |
| ------------- | -------- |
| Tofaga        | 1        |
| Lakena United | 1        |
| Manu Laeva    | 1        |